# 禁男の園 ザ・制服レズ
『禁男の園 ザ・制服レズ』（きんだんのその ザ・せいふくレズ）は、1992年（平成4年）製作・公開、瀬々敬久監督による日本の映画である。原題は『わたくしといふ現象は仮定された有機交流電燈のひとつの青い照明です』（わたくしというげんしょうはかていされたゆうきこうりゅうでんとうのひとつのあおいしょうめいです）、表題はファーストリリース時の公開題である。ピンク映画として製作され、日本公開時に映画倫理委員会から成人指定（R-18）のレイティングを受けた。

## 略歴・概要
本作は、監督の瀬々敬久が自ら書き下ろしたオリジナルシナリオによるもので、脚本に記された本作の原題『わたくしといふ現象は仮定された有機交流電燈のひとつの青い照明です』は、宮澤賢治の『春と修羅』の冒頭の一文の引用である。瀬々がのちに回想するところによれば、当時は宮澤賢治世界に深く影響を受けており、本作は、宮澤の『春と修羅』と、1970年代に連続企業爆破事件等を実行した日本のテロ組織「東アジア反日武装戦線」を結合することを夢想して脚本執筆、監督した作品であるという。国映が製作し、新東宝映画が配給、同年10月10日に公開された。
日本でのビデオグラムは、1993年（平成5年）6月、出版社・ビデオメーカーの笠倉出版社がVHSセルビデオとして『禁男の園 ザ・制服レズ』のタイトルで発売した。日本以外に関しては、劇場配給・ビデオグラム等のオールメディアかつワールドワイドのオールライツをアメリカ合衆国の映画会社 PinkEiga.com が掌握しているが、ビデオグラムの発売は見当たらない。
2010年（平成22年）8月10日 - 同月18日に東京・神田駿河台のアテネ・フランセ文化センターで行なわれた瀬々のレトロスペクティヴ上映「The Soul of Zeze 瀬々敬久自選作品集」において、同月12日に上映された。

## スタッフ・作品データ
- 企画 : 朝倉大介 [7]
- 監督・脚本 : 瀬々敬久
- 撮影 : 斎藤幸一
- 照明 : 笹塚ライト兄弟
- 編集 : 酒井正次
- 助監督 : 国分章弘
- 製作 : 国映
- 上映時間 : 61分 [2]
- フォーマット : カラー映画 - スコープ・サイズ（2.35:1） - モノラル録音
- 公開日 :  日本 1992年10月10日
- 配給 :  新東宝映画

## キャスト
- 岸加奈子
- 蒲田市子
- 林由美香
- 伊藤猛
- 佐野和宏　友情出演
- 小林節彦　友情出演

## 関連事項
- 東アジア反日武装戦線

## 註
1. 1 2  Kindan no sono: Za seifuku rezu, Internet Movie Database （英語）, 2010年8月7日閲覧。
2. 1 2 3  禁男の園 ザ・制服レズ、日本映画データベース、2010年8月7日閲覧。
3. 1 2 3  The Soul of Zeze 瀬々敬久自選作品集、アテネ・フランセ文化センター、2010年8月6日閲覧。
4. ↑  春と修羅 序、宮澤賢治、宮沢賢治作品館、2010年8月7日閲覧。
5. ↑  ISBN 9784773034387, 2010年8月7日閲覧。
6. ↑  http://www.pinkeiga.com/ での検索結果、2010年8月6日閲覧。
7. ↑  朝倉大介、日本映画データベース、2010年8月7日閲覧。